# 泽泻虾脊兰
泽泻虾脊兰（学名：Calanthe alismifolia），又名细点根节兰，为兰科根節蘭屬下的一个种。

## 扩展阅读
- 维基共享资源上的相關多媒體資源：细点根节兰
- 維基物種上的相關：细点根节兰